# Fotbalista roku (Ázerbájdžán)

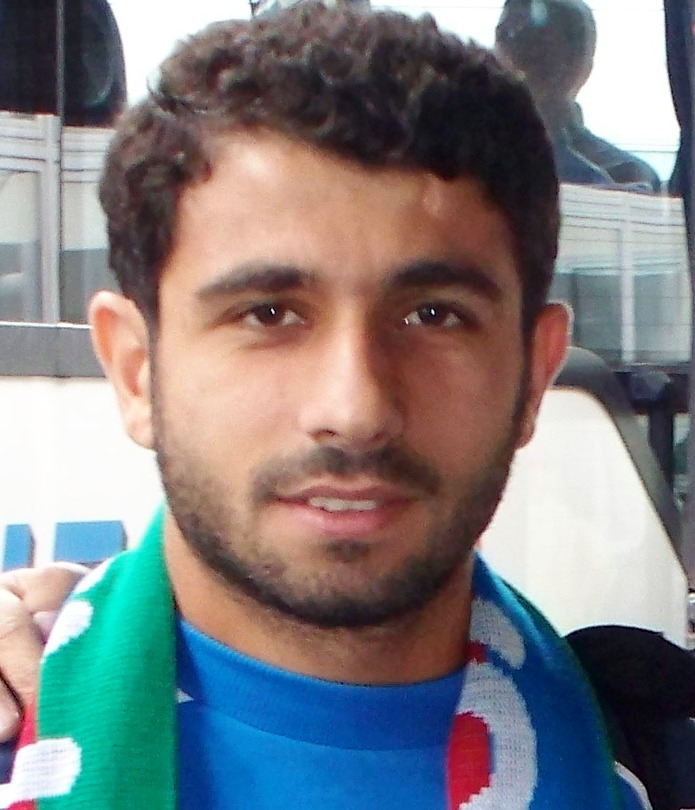
Rəşad Sadıqov, vítěz za rok 2016

V Ázerbájdžánu ocenění Fotbalista roku uděluje Ázerbájdžánská fotbalová federace (AFFA – Azərbaycan Futbol Federasiyaları Assosiasiyası). Hráči jsou voleni členy federace, novináři, trenéry a kapitány klubů z ázerbájdžánské nejvyšší ligy.

## Přehled vítězů
| Rok  | Hráč               | Klub              |
| ---- | ------------------ | ----------------- |
| 1991 | Samir Ələkbərov    | Neftçi Baku       |
| 1992 | Samir Ələkbərov    | Neftçi Baku       |
| 1993 | Samir Ələkbərov    | Neftçi Baku       |
| 1994 | Yunis Hüseynov     | Neftçi Baku       |
| 1995 | Neuděleno          | Neuděleno         |
| 1996 | Vidadi Rzayev      | Neftçi Baku       |
| 1997 | Faiq Cabbarov      | Kapaz PFK         |
| 1998 | Yunis Hüseynov     | Neftçi Baku       |
| 1999 | Tərlan Əhmədov     | Neftçi Baku       |
| 2000 | Emin Ağayev        | FK Moskva         |
| 2001 | Zaur Tağızadə      | Şəfa Bakı FK      |
| 2002 | Samir Əliyev       | FK Volyň Luck     |
| 2003 | Qurban Qurbanov    | Neftçi Baku       |
| 2004 | Rəşad Sadıqov      | Neftçi Baku       |
| 2005 | Rəşad Sadıqov      | Neftçi Baku       |
| 2006 | Ceyhun Sultanov    | FK Baku           |
| 2007 | Mahmud Qurbanov    | FK Xəzər Lənkəran |
| 2008 | Kamran Ağayev      | FK Xəzər Lənkəran |
| 2009 | Vaqif Cavadov      | FK Karabach       |
| 2010 | Rəşad Sadıqov      | FK Karabach       |
| 2011 | Rauf Əliyev        | FK Karabach       |
| 2012 | Ruslan Abışov      | Neftçi Baku       |
| 2013 | Rəşad Sadıqov      | FK Karabach       |
| 2014 | Qara Qarayev       | FK Karabach       |
| 2015 | Rahid Əmirquliyev  | FK Xəzər Lənkəran |
| 2016 | Rəşad Sadıqov      | FK Karabach       |
| 2017 | Rəşad Sadıqov      | FK Karabach       |
| 2018 | Mirabdulla Abbasov | Neftçi Baku       |
| 2019 | Emil Balayev       | Tobol Kostanaj FK |
| 2020 | Qara Qarayev       | FK Karabach       |
| 2021 | Emin Machmudov     | Neftçi Baku       |
| 2022 | Emin Machmudov     | Neftçi Baku       |
| 2023 | Bəhlul Mustafazadə | FK Karabach       |